# Lista de prêmios e indicações recebidos por Megan Thee Stallion
A lista abaixo apresenta os prêmios e indicações recebidos por Megan Thee Stallion, uma rapper, cantora e compositora norte-americana. A rapper recebeu vários elogios ao longo de sua carreira. Ela ganhou destaque em 2019 com sua mixtape Fever, que ganhou o prêmio de Melhor Mixtape no BET Hip Hop Awards 2019, e mais tarde foi indicada para Álbum do Ano no BET Awards de 2020. Seus singles "Cash Shit" e "Hot Girl Summer" ganharam suas várias indicações, com a primeira indicada no Soul Train Music Awards 2019 e no NME Awards de 2020, e esta última ganhando um MTV Video Music Award.
Em 2020, seu primeiro single "Savage (Remix)" foi indicado para três Grammy Awards e três MTV Video Music Awards. Ela também colaborou com  Cardi B na música "WAP", vencedora do American Music Awards e indicada no MTV Europe Music Awards. Em 2021, ela ganhou o Grammy de Melhor Performance de Rap, Melhor Canção de Rap por "Savage (Remix)" e Artista Revelação.
Megan Thee Stallion foi indicada para Melhor Artista Feminina de Hip-Hop no BET Awards em 2019 e 2020, vencendo a última. Além disso, ela foi indicada para Melhor Artista de Hip Hop no BET Hip Hop Awards 2019, Top Rap Female Artist no Billboard Music Awards 2020, Melhor Artista de Hip-Hop no iHeartRadio Music Awards 2020 e Artista do Ano no MTV Video Music Awards 2020. Ela também recebeu o prêmio Gênio do Marketing no Libera Awards 2020 e o Powerhouse Award no Billboard Women in Music awards 2019.

## Prêmios e indicações
| Prêmio                             | Ano  | Indicação                                                        | Categoria                                                                      | Resultado | Ref.   |
| ---------------------------------- | ---- | ---------------------------------------------------------------- | ------------------------------------------------------------------------------ | --------- | ------ |
| American Music Awards              | 2020 | Ela mesma                                                        | Artista Revelação do Ano                                                       | Indicada  | [ 9 ]  |
| American Music Awards              | 2020 | Ela mesma                                                        | Cantora de Rap/Hip-Hop                                                         | Indicada  | [ 9 ]  |
| American Music Awards              | 2020 | "WAP" (com Cardi B)                                              | Canção de Rap/Hip-Hop                                                          | Venceu    | [ 9 ]  |
| American Music Awards              | 2020 | "WAP" (com Cardi B)                                              | Colaboração do Ano                                                             | Indicada  | [ 9 ]  |
| American Music Awards              | 2020 | "Savage" (Beyoncé remix)                                         | Colaboração do Ano                                                             | Venceu    | [ 9 ]  |
| American Music Awards              | 2021 | Ela mesma                                                        | Cantora de Hip-Hop Favorita                                                    | Venceu    | [ 10 ] |
| American Music Awards              | 2021 | "Body"                                                           | Canção Tendência Favorita                                                      | Venceu    | [ 10 ] |
| American Music Awards              | 2021 | Good News                                                        | Álbum de Hip-Hop Favorito                                                      | Venceu    | [ 10 ] |
| Apple Music Awards                 | 2020 | Ela mesma                                                        | Artista Revelação do Ano                                                       | Venceu    |        |
| Berlin Commercial Shortlist Awards | 2021 | "Thot Shit"                                                      | Melhor videoclipe                                                              | Venceu    | [ 11 ] |
| Berlin Commercial Shortlist Awards | 2021 | "Thot Shit"                                                      | Elenco                                                                         | Venceu    | [ 11 ] |
| Berlin Commercial Shortlist Awards | 2021 | "Thot Shit"                                                      | Styling                                                                        | Venceu    | [ 11 ] |
| BET Awards                         | 2019 | Ela mesma                                                        | Melhor artista feminina de hip-hop                                             | Indicada  | [ 12 ] |
| BET Awards                         | 2020 | Ela mesma                                                        | Melhor artista feminina de hip-hop                                             | Venceu    | [ 13 ] |
| BET Awards                         | 2020 | Fever                                                            | Álbum do Ano                                                                   | Indicada  | [ 13 ] |
| BET Awards                         | 2020 | "Hot Girl Summer" (com Nicki Minaj & Ty Dolla Sign)              | Vídeo do Ano                                                                   | Indicada  | [ 13 ] |
| BET Awards                         | 2020 | "Hot Girl Summer" (com Nicki Minaj & Ty Dolla Sign)              | Prêmio de Escolha dos Espectadores da Coca-Cola                                | Venceu    | [ 13 ] |
| BET Awards                         | 2020 | "Hot Girl Summer" (com Nicki Minaj & Ty Dolla Sign)              | Melhor Colaboração                                                             | Indicada  | [ 13 ] |
| BET Awards                         | 2021 | Good News                                                        | Álbum do Ano                                                                   | Indicada  | [ 14 ] |
| BET Awards                         | 2021 | Ela mesma                                                        | Melhor artista feminina de hip-hop                                             | Venceu    | [ 14 ] |
| BET Awards                         | 2021 | "Cry Baby" (com DaBaby)                                          | Melhor Colaboração                                                             | Indicada  | [ 14 ] |
| BET Awards                         | 2021 | "WAP" (com Cardi B)                                              | Melhor Colaboração                                                             | Venceu    | [ 14 ] |
| BET Awards                         | 2021 | "WAP" (com Cardi B)                                              | Vídeo do Ano                                                                   | Venceu    | [ 14 ] |
| BET Awards                         | 2021 | "WAP" (com Cardi B)                                              | Prêmio de Escolha dos Espectadores da Coca-Cola                                | Indicada  | [ 14 ] |
| BET Awards                         | 2021 | "Savage" (com Beyoncé)                                           | Prêmio de Escolha dos Espectadores da Coca-Cola                                | Venceu    | [ 14 ] |
| BET Hip Hop Awards                 | 2019 | Fever                                                            | Melhor Mixtape                                                                 | Venceu    | [ 15 ] |
| BET Hip Hop Awards                 | 2019 | Ela mesma                                                        | MVP do ano                                                                     | Indicada  | [ 15 ] |
| BET Hip Hop Awards                 | 2019 | Ela mesma                                                        | Artista de ingressos quentes                                                   | Venceu    | [ 15 ] |
| BET Hip Hop Awards                 | 2019 | Ela mesma                                                        | Melhor novo artista de hip hop                                                 | Indicada  | [ 15 ] |
| BET Hip Hop Awards                 | 2020 | Ela mesma                                                        | Artista do Ano                                                                 | Venceu    | [ 16 ] |
| BET Hip Hop Awards                 | 2020 | Ela mesma                                                        | Letrista do Ano                                                                | Indicada  | [ 16 ] |
| BET Hip Hop Awards                 | 2020 | Ela mesma                                                        | Hustler do Ano                                                                 | Indicada  | [ 16 ] |
| BET Hip Hop Awards                 | 2020 | Ela mesma                                                        | Melhor performance ao vivo                                                     | Indicada  | [ 16 ] |
| BET Hip Hop Awards                 | 2020 | "Savage" (Beyoncé remix)                                         | Canção do Ano                                                                  | Indicada  | [ 16 ] |
| BET Hip Hop Awards                 | 2020 | "Savage" (Beyoncé remix)                                         | Melhor colaboração                                                             | Venceu    | [ 16 ] |
| BET Hip Hop Awards                 | 2020 | "Hot Girl Summer" (com Nicki Minaj & Ty Dolla Sign)              | Melhor colaboração                                                             | Indicada  | [ 16 ] |
| BET Hip Hop Awards                 | 2020 | Suga                                                             | Álbum do ano                                                                   | Indicada  | [ 16 ] |
| BET Hip Hop Awards                 | 2021 | Good News                                                        | Álbum do ano                                                                   | Indicada  | [ 17 ] |
| BET Hip Hop Awards                 | 2021 | "WAP" (com Cardi B)                                              | Melhor vídeo de Hip Hop                                                        | Venceu    | [ 17 ] |
| BET Hip Hop Awards                 | 2021 | "WAP" (com Cardi B)                                              | Melhor colaboração                                                             | Venceu    | [ 17 ] |
| BET Hip Hop Awards                 | 2021 | "WAP" (com Cardi B)                                              | Canção do Ano                                                                  | Venceu    | [ 17 ] |
| BET Hip Hop Awards                 | 2021 | Ela mesma                                                        | Artista de hip hop do Ano                                                      | Indicada  | [ 17 ] |
| BET Hip Hop Awards                 | 2021 | Ela mesma                                                        | Melhor performance ao vivo                                                     | Indicada  | [ 17 ] |
| BET Hip Hop Awards                 | 2021 | Ela mesma                                                        | Letrista do Ano                                                                | Indicada  | [ 17 ] |
| BET Hip Hop Awards                 | 2021 | Ela mesma                                                        | Hustler do Ano                                                                 | Indicada  | [ 17 ] |
| BET Hip Hop Awards                 | 2021 | On Me (Remix) (com Lil Baby)                                     | Sweet 16: Verso de destaque                                                    | Indicada  |        |
| Billboard Music Awards             | 2020 | Ela mesma                                                        | Melhor Cantora de Rap                                                          | Indicada  | [ 18 ] |
| Billboard Music Awards             | 2021 | Ela mesma                                                        | Artista com Mais Canções Vendidas                                              | Indicada  | [ 19 ] |
| Billboard Music Awards             | 2021 | Ela mesma                                                        | Melhor Cantora de Rap                                                          | Venceu    | [ 19 ] |
| Billboard Music Awards             | 2021 | Ela mesma                                                        | Melhor Cantora                                                                 | Indicada  | [ 19 ] |
| Billboard Music Awards             | 2021 | "WAP" (com Cardi B)                                              | Melhor Canção de Rap                                                           | Indicada  | [ 19 ] |
| Billboard Music Awards             | 2021 | "WAP" (com Cardi B)                                              | Melhor Canção de Streaming                                                     | Indicada  | [ 19 ] |
| Billboard Music Awards             | 2021 | "WAP" (com Cardi B)                                              | Artista com Mais Canções Vendidas                                              | Indicada  | [ 19 ] |
| Billboard Music Awards             | 2021 | "Savage"                                                         | Artista com Mais Canções Vendidas                                              | Indicada  | [ 19 ] |
| Billboard Music Awards             | 2021 | "Savage"                                                         | Melhor Cantora de Rap                                                          | Indicada  | [ 19 ] |
| Billboard Music Awards             | 2022 | Ela mesma                                                        | Melhor Cantora de Rap                                                          | Venceu    | [ 20 ] |
| Billboard Women in Music           | 2019 | Ela mesma                                                        | Prêmio Powerhouse                                                              | Venceu    |        |
| BMI Awards                         | 2021 | "Savage" (Beyoncé remix)                                         | Canções premiadas                                                              | Venceu    | [ 21 ] |
| BMI Awards                         | 2021 | "Savage"                                                         | Canções premiadas                                                              | Venceu    | [ 21 ] |
| BMI Awards                         | 2021 | "Hot Girl Summer" (com Nicki Minaj & Ty Dolla Sign)              | Canções premiadas                                                              | Venceu    | [ 21 ] |
| BMI Awards                         | 2021 | "WAP" (com Cardi B)                                              | Canções premiadas                                                              | Venceu    | [ 21 ] |
| BMI London Awards                  | 2021 | "B.I.T.C.H"                                                      | Canção mais executada                                                          | Venceu    | [ 22 ] |
| Bravo Otto                         | 2020 | Ela mesma                                                        | Hip-Hop International                                                          | Indicada  |        |
| Grammy Awards                      | 2021 | Ela mesma                                                        | Artista Revelação                                                              | Venceu    | [ 23 ] |
| Grammy Awards                      | 2021 | "Savage" (Beyoncé remix)                                         | Gravação do Ano                                                                | Indicada  | [ 23 ] |
| Grammy Awards                      | 2021 | "Savage" (Beyoncé remix)                                         | Melhor Canção de Rap                                                           | Venceu    | [ 23 ] |
| Grammy Awards                      | 2021 | "Savage" (Beyoncé remix)                                         | Melhor Performance de Rap                                                      | Venceu    | [ 23 ] |
| Grammy Awards                      | 2022 | "Thot Shit"                                                      | Melhor Performance de Rap                                                      | Indicada  | [ 24 ] |
| Grammy Awards                      | 2022 | Montero (artista convidada)                                      | Álbum do Ano                                                                   | Indicada  | [ 24 ] |
| Guinness World Records             | 2021 | Ela mesma                                                        | Primeira artista feminina a ganhar melhor performance de rap no Grammy de 2021 | Venceu    | [ 25 ] |
| Guinness World Records             | 2021 | Ela mesma                                                        | Primeira rapper líder feminina a ganhar melhor canção de rap no Grammy de 2021 | Venceu    | [ 25 ] |
| Glamour Awards                     | 2021 | Ela mesma                                                        | Mulher do ano                                                                  | Venceu    | [ 26 ] |
| iHeartRadio Music Awards           | 2020 | Ela mesma                                                        | Melhor artista de Hip Hop                                                      | Indicada  | [ 27 ] |
| iHeartRadio Music Awards           | 2020 | "Hot Girl Summer" (com Nicki Minaj & Ty Dolla Sign)              | Melhores Letras                                                                | Indicada  | [ 27 ] |
| iHeartRadio Music Awards           | 2021 | Ela mesma                                                        | Cantora do Ano                                                                 | Indicada  | [ 28 ] |
| iHeartRadio Music Awards           | 2021 | Ela mesma                                                        | Artista de Hip-Hop do Ano                                                      | Indicada  | [ 28 ] |
| iHeartRadio Music Awards           | 2021 | "WAP" (com Cardi B)                                              | Melhor Videoclipe (votado pelos fãs)                                           | Indicada  | [ 28 ] |
| iHeartRadio Music Awards           | 2021 | "WAP" (com Cardi B)                                              | Canção do Ano no Tik Tok                                                       | Indicada  | [ 28 ] |
| iHeartRadio Music Awards           | 2021 | "Savage"                                                         | Canção do Ano no Tik Tok                                                       | Indicada  | [ 28 ] |
| iHeartRadio Music Awards           | 2021 | "Savage" (Beyoncé remix)                                         | Melhor Colaboração                                                             | Venceu    | [ 28 ] |
| iHeartRadio Music Awards           | 2021 | "Savage" (Beyoncé remix)                                         | Canção de Hip-Hop do Ano                                                       | Indicada  | [ 28 ] |
| iHeartRadio Music Awards           | 2022 | Ela mesma                                                        | Prêmio Pioneiro                                                                | Venceu    | [ 29 ] |
| iHeartRadio Music Awards           | 2022 | Ela mesma                                                        | Artista de Hip-Hop do Ano                                                      | Indicada  | [ 30 ] |
| iHeartRadio Music Awards           | 2022 | Ela mesma                                                        | Melhores Fãs (votado pelos fãs)                                                | Indicada  | [ 30 ] |
| iHeartRadio Music Awards           | 2022 | "Thot Shit"                                                      | Canção do Ano no Tik Tok                                                       | Indicada  | [ 30 ] |
| Joox Thailand Music Awards         | 2022 | "SG" (com DJ Snake, Ozuna and Lisa)                              | Canção Internacional do Ano                                                    | Indicada  | [ 31 ] |
| MTV Millennial Awards Brazil       | 2020 | "Savage" (Beyoncé remix)                                         | Feat. Gringo                                                                   | Indicada  | [ 32 ] |
| MTV Millennial Awards Brazil       | 2021 | "Beautiful Mistakes" (com Maroon 5)                              | Feat. Gringo                                                                   | Indicada  | [ 33 ] |
| MTV Europe Music Awards            | 2020 | "WAP"                                                            | Melhor Videoclipe                                                              | Indicada  | [ 34 ] |
| MTV Europe Music Awards            | 2020 | "WAP"                                                            | Melhor Colaboração                                                             | Indicada  | [ 34 ] |
| MTV Europe Music Awards            | 2020 | Ela mesma                                                        | Melhor Hip Hop                                                                 | Indicada  | [ 34 ] |
| MTV Video Music Awards             | 2019 | "Hot Girl Summer" (com Nicki Minaj & Ty Dolla Sign)              | Melhor Hino de Energia                                                         | Venceu    | [ 35 ] |
| MTV Video Music Awards             | 2020 | Ela mesma                                                        | Artista do Ano                                                                 | Indicada  | [ 36 ] |
| MTV Video Music Awards             | 2020 | "Savage"                                                         | Canção do Ano                                                                  | Indicada  | [ 36 ] |
| MTV Video Music Awards             | 2020 | "Savage"                                                         | Melhor Hip Hop                                                                 | Venceu    | [ 36 ] |
| MTV Video Music Awards             | 2020 | "Savage" (Beyoncé remix)                                         | Canção de Verão                                                                | Indicada  | [ 37 ] |
| MTV Video Music Awards             | 2020 | "WAP" (com Cardi B)                                              | Canção de Verão                                                                | Indicada  | [ 37 ] |
| MTV Video Music Awards             | 2021 | "WAP" (com Cardi B)                                              | Melhor do ano                                                                  | Indicada  | [ 38 ] |
| MTV Video Music Awards             | 2021 | "WAP" (com Cardi B)                                              | Canção do ano                                                                  | Indicada  | [ 38 ] |
| MTV Video Music Awards             | 2021 | "WAP" (com Cardi B)                                              | Colaboração do ano                                                             | Indicada  | [ 38 ] |
| MTV Video Music Awards             | 2021 | "WAP" (com Cardi B)                                              | Melhor Hip Hop                                                                 | Indicada  | [ 38 ] |
| MTV Video Music Awards             | 2021 | "On Me (Remix)" (com Lil Baby)                                   | Melhor Hip Hop                                                                 | Indicada  | [ 38 ] |
| MTV Video Music Awards             | 2021 | Ela mesma                                                        | Artista do Ano                                                                 | Indicada  | [ 38 ] |
| MTV Video Music Awards             | 2021 | "Thot Shit"                                                      | Canção de Verão                                                                | Indicada  | [ 39 ] |
| MTV Video Music Awards             | 2022 | "Sweetest Pie" (com Dua Lipa)                                    | Melhor Colaboração                                                             | Indicada  | [ 40 ] |
| MTV Video Music Awards             | 2022 | "Sweetest Pie" (com Dua Lipa)                                    | Melhor Direção de arte                                                         | Indicada  | [ 40 ] |
| MTV Video Music Awards             | 2022 | "Sweetest Pie" (com Dua Lipa)                                    | Melhor Efeitos Visuais                                                         | Indicada  | [ 40 ] |
| NAACP Image Awards                 | 2021 | "Savage Remix"                                                   | Duo, Grupo ou Colaboração notáveis (Contemporâneo)                             | Venceu    | [ 41 ] |
| NAACP Image Awards                 | 2021 | "Savage Remix"                                                   | Melhor Canção de Hip Hop/Rap                                                   | Venceu    | [ 41 ] |
| NAACP Image Awards                 | 2022 | Ela mesma                                                        | Artista do Ano                                                                 | Pendente  | [ 42 ] |
| Nickelodeon Kids' Choice Awards    | 2020 | Ela mesma                                                        | Novo artista favorito do breakout                                              | Indicada  | [ 43 ] |
| NME Awards                         | 2020 | "Cash Shit" (com DaBaby)                                         | Melhor Colaboração                                                             | Indicada  | [ 44 ] |
| People's Choice Awards             | 2020 | Ela mesma                                                        | Artista Feminina do Ano                                                        | Indicada  | [ 45 ] |
| People's Choice Awards             | 2020 | "WAP" (com Cardi B)                                              | Videoclipe do Ano                                                              | Indicada  | [ 45 ] |
| People's Choice Awards             | 2020 | "WAP" (com Cardi B)                                              | Colaboração do ano                                                             | Venceu    | [ 45 ] |
| People's Choice Awards             | 2020 | "WAP" (com Cardi B)                                              | Canção do Ano                                                                  | Indicada  | [ 45 ] |
| People's Choice Awards             | 2020 | "Savage"                                                         | Canção do Ano                                                                  | Indicada  | [ 45 ] |
| People's Choice Awards             | 2020 | "Savage" (Beyoncé remix)                                         | Canção de Colaboração do Ano                                                   | Indicada  | [ 45 ] |
| Rockbjörnen                        | 2021 | "Savage" (Beyoncé remix)                                         | Canção Estrangeira do Ano                                                      | Indicada  | [ 46 ] |
| Shorty Awards                      | 2021 | #SavageChallenge                                                 | "Melhor em Entretenimento"                                                     | Venceu    | [ 47 ] |
| Soul Train Music Awards            | 2019 | "Cash Shit" (com DaBaby)                                         | Rhythm & Bars Award                                                            | Indicada  |        |
| Soul Train Music Awards            | 2020 | "Savage"                                                         | Rhythm & Bars Award                                                            | Venceu    | [ 48 ] |
| Soul Train Music Awards            | 2020 | "WAP" (com Cardi B)                                              | Rhythm & Bars Award                                                            | Indicada  | [ 48 ] |
| Libera Awards                      | 2020 | Suga                                                             | Melhor álbum de R&B/Hip-Hop                                                    | Indicada  |        |
| Libera Awards                      | 2020 | "Hot Girl Summer" (com Nicki Minaj & Ty Dolla Sign)              | Gênio do Marketing                                                             | Venceu    | [ 49 ] |
| Libera Awards                      | 2021 | Ela mesma                                                        | Prêmio Humanitário A2IM                                                        | Indicada  | [ 50 ] |
| UK Music Video Awards              | 2021 | "Thot Shit"                                                      | Melhor Vídeo de Hip Hop/Grime/Rap – Internacional                              | Venceu    | [ 51 ] |
| UK Music Video Awards              | 2021 | "Thot Shit"                                                      | Melhor classificação de cores em um vídeo                                      | Indicada  | [ 51 ] |
| UK Music Video Awards              | 2021 | "Thot Shit"                                                      | Melhor edição em um vídeo                                                      | Indicada  | [ 51 ] |
| Variety's Hitmakers                | 2019 | Ela mesma                                                        | Artista inovador                                                               | Venceu    | [ 52 ] |
| Webby Awards                       | 2021 | Megan Thee Stallion x New York Times – Protecting Women of Color | Melhor Edição, Performance e Artesanato (Vídeo)                                | Venceu    | [ 53 ] |
| Webby Awards                       | 2022 | Ela mesma                                                        | Webby Artista do Ano                                                           | Venceu    | [ 54 ] |